# باسيلي دي كارفاليو
باسيلي دي كارفاليو (بالبرتغالية: Basile de Carvalho‏) (بالفرنسية: Basile De Carvalho)‏ هو لاعب كرة قدم غيني بيساوي وسنغالي في مركز الهجوم، ولد في 31 أكتوبر 1981 في زيغينشور في السنغال. شارك مع منتخب غينيا بيساو لكرة القدم. أما مع النوادي، فقد لعب مع إنتر كلوب وكاسا سبورت وليفسكي صوفيا ونادي بريست ونادي ستراسبورغ ونادي سوشو ونادي سيدان ونادي لوكوموتيف بلوفديف ونادي لوهان كويسو.

## وصلات خارجية
- باسيلي دي كارفاليو على موقع الاتحاد الدولي (مؤرشف)  (الإنجليزية)
- باسيلي دي كارفاليو على موقع قاعدة بيانات كرة القدم.إي يو (الإنجليزية)
- باسيلي دي كارفاليو على موقع ناشيونال فوتبول تيمز (الإنجليزية)
- باسيلي دي كارفاليو على موقع Soccerway.com (الإنجليزية)